# ملعب لويس كومبانيس الأولمبي
ملعب لويس كومبانيس الأولمبي (بالكتالونية: Estadi Olímpic Lluís Companys، بالإسبانية: Estadio Olímpico Lluís Companys) المعروف سابقًا باسم ملعب مونجويك أو ملعب مونجويك الأولمبي (بالكتالونية: Estadi de Montjuïc, Estadi Olímpic de Montjuïc)، هو ملعب يقع في مدينة برشلونة، بُني في عام 1927م وأعيد بناؤه في عام 1989 ليكون الملعب الرئيسي للألعاب الأولمبية الصيفية عام 1992م يتسع لـ55،926 متفرج، احتضن أيضًا مباريات نادي إسبانيول من عام 1997 حتى عام 2009م الذي افتتح فيه ملعب كورنيا إل برات الجديد للنادي، يُستخدم في الغالب لمباريات كرة القدم وهو الملعب الرئيسي لنادي برشلونة منذ موسم 2023–24، بسبب تجديد ملعبهم المعتاد، كامب نو.
استضاف دورة الألعاب الأولمبية الصيفية 1992 والألعاب البارالمبية الصيفية 1992.